# 2M1207
| 太陽 | 2M1207    |
| ---- | --------- |
| 太陽 | Exoplanet |

2M1207は、ケンタウルス座の方向にある褐色矮星で、2M1207bという伴星を伴っている。これはおそらく太陽系外で初めて直接撮影された惑星質量天体で、褐色矮星に見つかったのも初めてである。
2M1207は近赤外線による観測2MASSによって発見されたため、2Mで始まる名前がついた。スペクトル型M8の非常に若い星で、うみへび座TWアソシエーションの1つであると見られる。質量は約25木星質量と見積もられている。伴星の2M1207bは、3-10木星質量程度と見積もられている。赤く熱くなり続けており、次の数十億年で冷えると、木星よりわずかに小さい大きさまで縮むと考えられている。
初期の光学的な観測では、2M1207までの距離は約70パーセクとされていた。2005年12月にアメリカの天文学者エリック・ママジェクは、運動星団法によって2M1207までの距離を53 ± 6パーセクと正確に測定した。さらに2007年、三角視差法によって53 ± 1パーセクとさらに正確な値が測定された。
おうし座T型星のような多くの褐色矮星では、原始惑星系円盤が降着している。2M1207は広いHα線のため、初めてこのような円盤の存在が考えられ、後に紫外線分光法によって確認された。円盤の存在は赤外線による観測でも確認されている。一般的には、降着円盤は円盤に垂直な速いジェットを生み出すことも知られている。2007年4月のAstrophysical Journal誌では、極からジェットが吹き出していることが報告されている。約10億kmにも及ぶジェットは、ヨーロッパ南天天文台の超大型望遠鏡VLTを用いて発見された。ジェット中の物質は、秒速数kmの速度で宇宙に吹き出している。
| 名称 | 質量    | 主星との距離 （天文単位） |
| b    | 3–10 MJ | 40.6 ± 1.3                |